# Феліче Бозеллі
Феліче Бозеллі (П'яченца, 20 квітня 1650 — Парма, 23 серпня 1732) — італійський художник епохи бароко, син Крістофоро, шевця за професією, і Люсії Каттанео. Він діяв переважно в П'яченці та Пармі, де навчався та познайомився зі світом живопису під керівництвом Мікеланджело Нуволоне, брата Джузеппе. У тій майстерні він познайомився з художником-натюрмортом Анджело Марією Крівеллі, якого також називають il Crivellone, який став впливовим у своєму стилі.
Бозеллі був відомий своїми натюрмортами із зображенням живої та мертвої дичини, зокрема тварин, птахів і риб. Його стиль формувався під впливом кремонської школи, бергамської школи Башеніса, Бартоломео Беттера, римської школи Мікеланджело Черквоцці, а також фламандської школи. Інші основи його мальовничої індивідуальності походять від вивчення та спостереження за регіональними та місцевими натюрмортами, від Парміджаніно щодо фігур, від м’ясної лавки Аннібале Карраччі для повторюваних тем і сцен.
Пізніше він переїхав до Парми, де одружився з Барбарою Драгі, від якої мав сина Ораціо (26 липня 1673 - 1721), також художника, який діяв у Пармському соборі на початку вісімнадцятого століття. Він створив загалом майже сотню натюрмортів, більшість із яких зберігаєтьсяв музеях Ломбардії та Емілії, а також велику кількість картин, що представляють уривки м’ясників, кухарів, четвертованих свиней, бичачих голов, курей, дичини, риби, індики та ощипані гуси. Таємничість його роботам надавав підпис, представлений кошеням (що означає Фелікса) або совою.
Бозеллі також наважився на роботи іншого змісту, такі як, наприклад, фрески, зроблені в 1702 році для церкви Санта-Брігіда в П'яченці і добре ілюстровані Ecce Homo на сакральну тему. Емблематичним виявився його «Автопортрет» (1720), представлений у національній галереї Парми, на якому Бозеллі постає передусім як людина селянського походження.

В інших роботах, таких як «Сліпий жебрак і дитина» в національній галереї Парми, були впливи художників, від Пітера ван Лара до Черквоцці, послаблені особистими хроматичними та стилістичними елементами Бозеллі. Бозеллі помер у Пармі 23 серпня 1732 року.

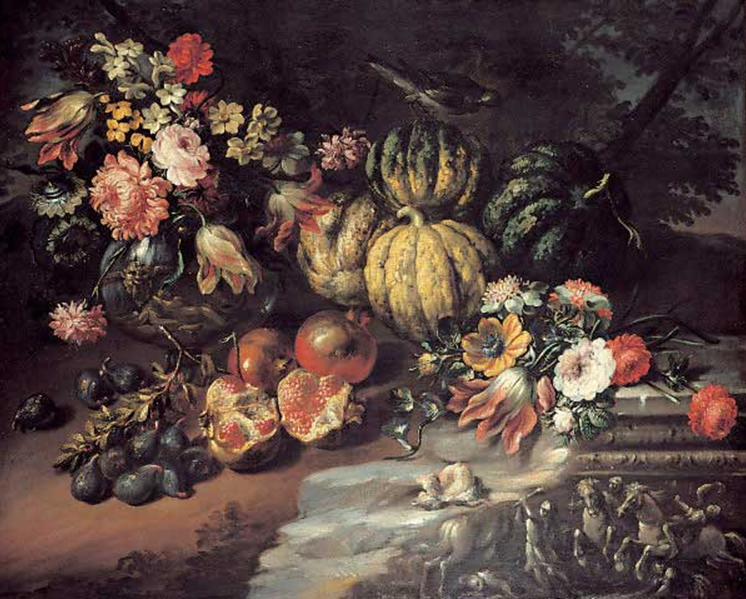
Натюрморт з гранатами, гарбузами, інжирами та квітами
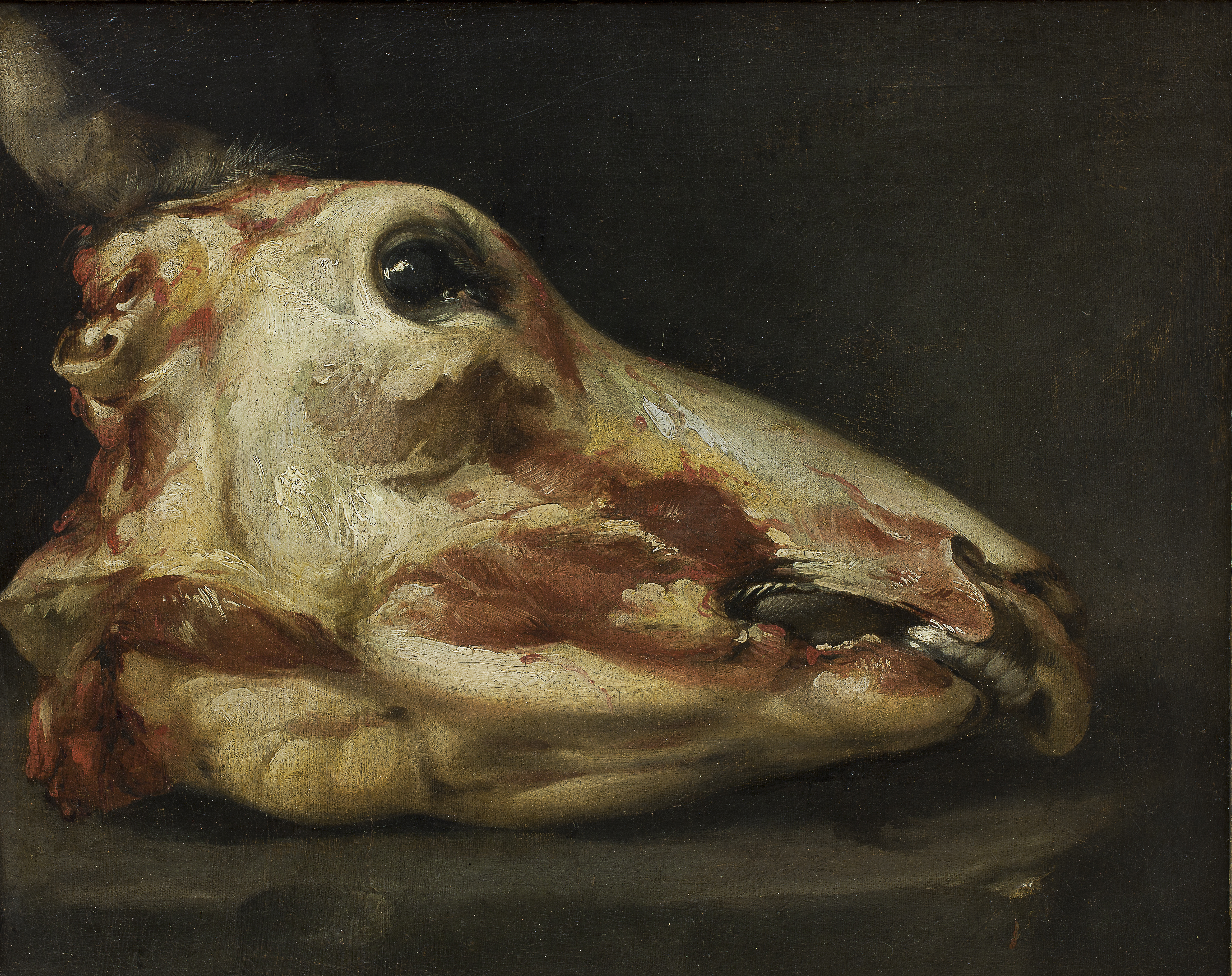
Деталі натюрморту з яловичою головою. 1690 рік, Державний музей мистецтв (Копенгаген)
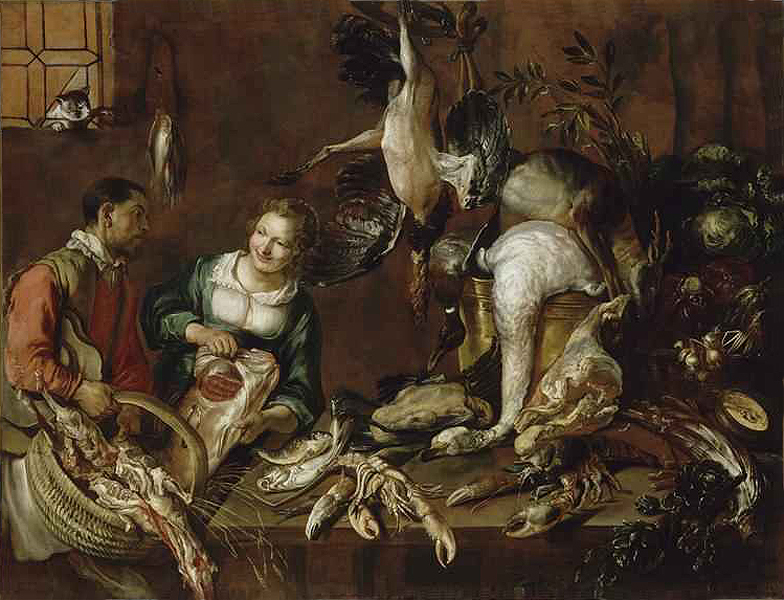
Птиця та риба торговця. 1700 рік, Лувр
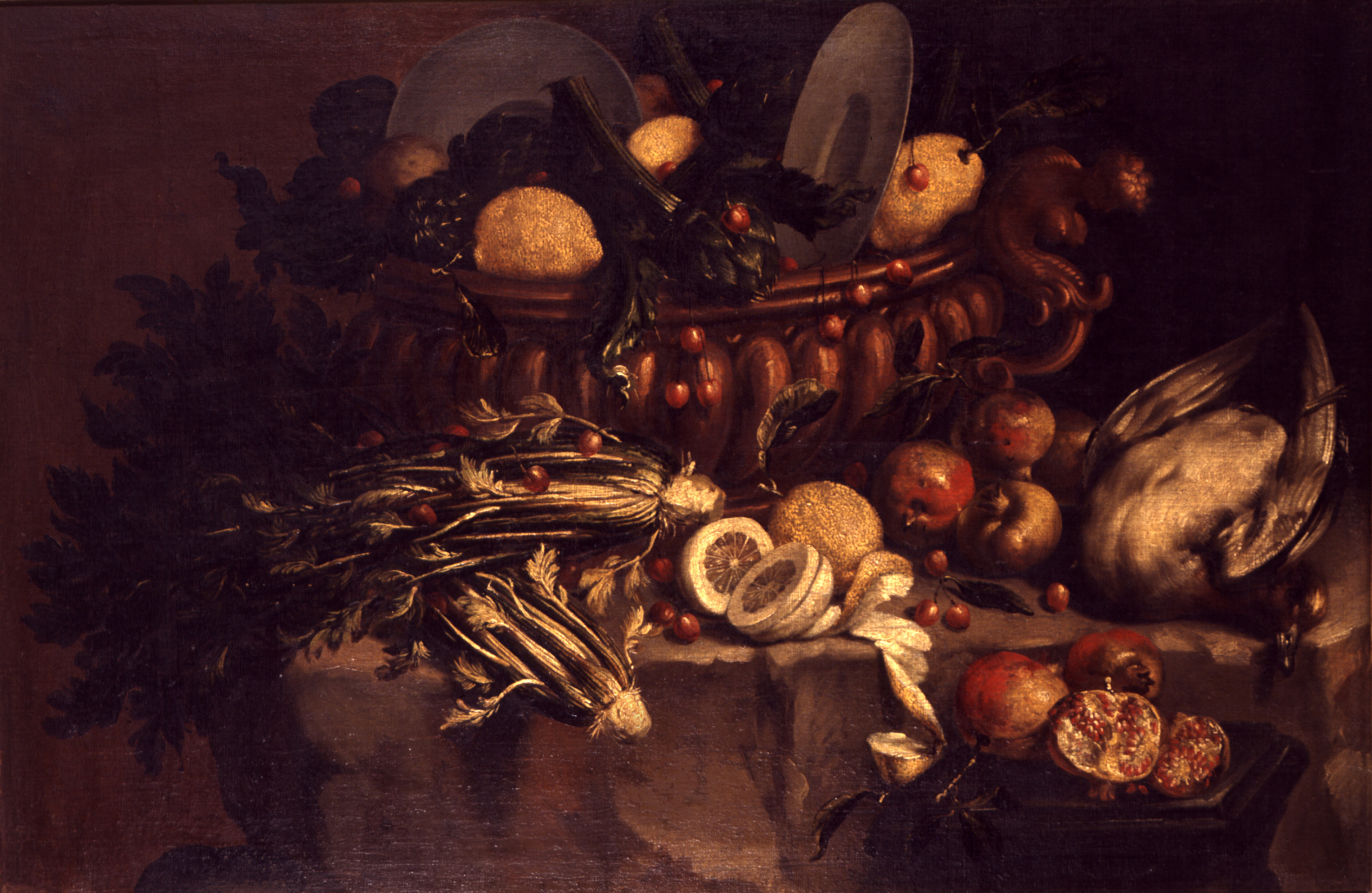
Натюрморт з овочами та дичиною
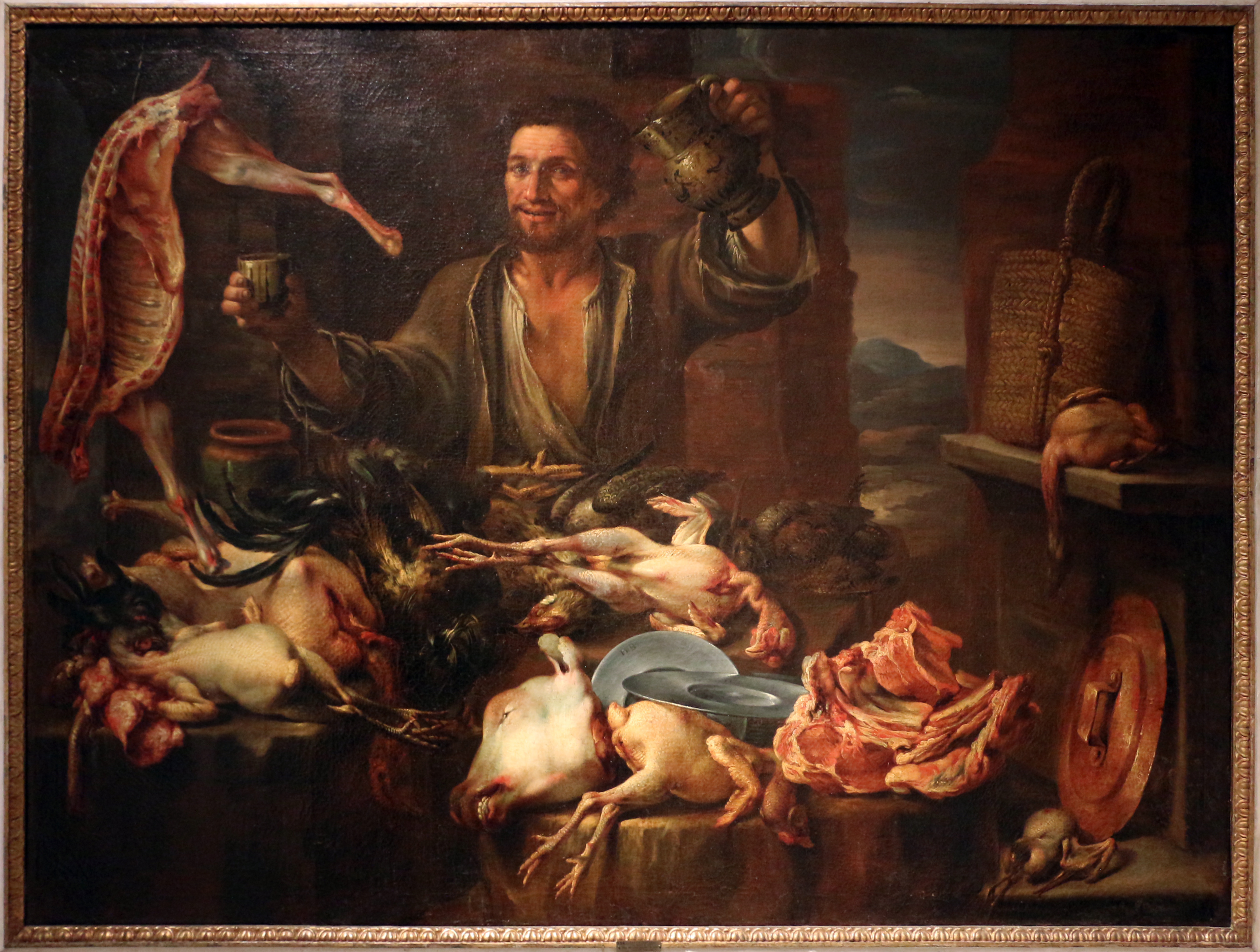
Забиті тварини, птиця та пияка
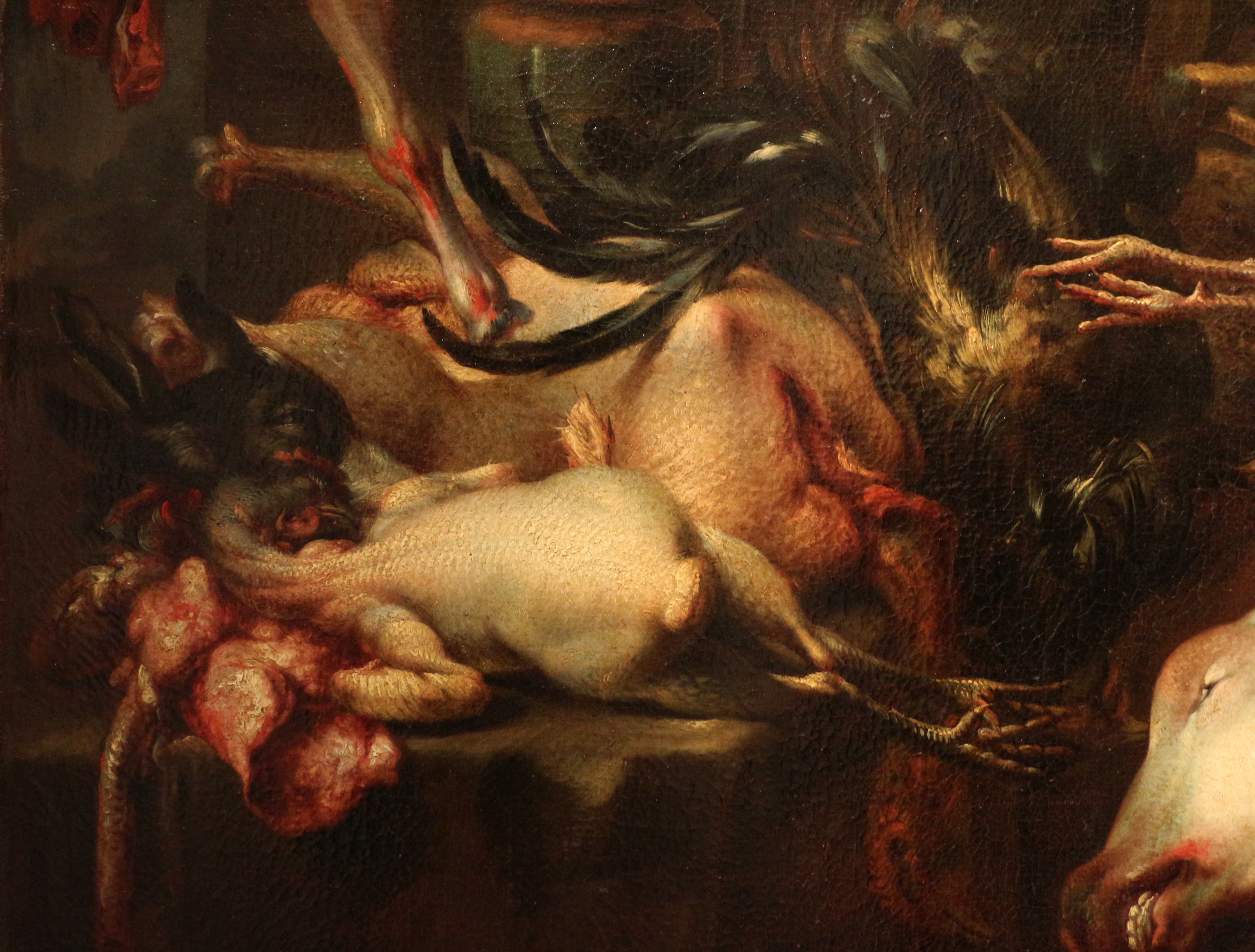
Забиті тварини, птиця та пияка, фрагмент